# The Beautiful Experience
The Beautiful Experience is een ep van de Amerikaanse muzikant Prince die in 1994 werd uitgebracht.

## Algemeen
Deze ep bevat de hitsingle The Most Beautiful Girl in the World en 6 remixen.

## Nummers
| Nr. | Titel                                | Duur |
| --- | ------------------------------------ | ---- |
| 1.  | Beautiful                            | 5:56 |
| 2.  | Staxowax                             | 5:14 |
| 3.  | Mustang Mix                          | 6:20 |
| 4.  | Flutestramental                      | 3:36 |
| 5.  | Sexy Staxaphone and Guitar           | 3:54 |
| 6.  | Mustang Instrumental                 | 3:26 |
| 7.  | The Most Beautiful Girl in the World | 4:42 |